# Hassel – Anmäld försvunnen
Hassel – Anmäld försvunnen är en svensk TV-film från 1986 i regi av Lars Lennart Forsberg.

## Handling
En orolig kvinna, Stella Karlberg anmäler sin man Valentin som försvunnen. Roland Hassel kopplas in på fallet, då han träffat kvinnan tidigare av en slump. Samtidigt håller Spaningsroteln på med en omfattande utredning om illegal spelverksamhet på en svartklubb i Stockholm där man inte drar sig för att göra sig av med obekväma gäster.
Snart blir Hassel varse att de båda fallen har klara samband.

## Om filmen
Filmen är den första i Hasselserien. Filmen fick klart godkänt av TV-publiken vilket föranledde SVT att satsa på ytterligare nio filmer. Filmen finns utgiven på DVD, liksom övriga TV-filmer om Roland Hassel

## Rollista
- Lars-Erik Berenett - Roland Hassel
- Jan Erik Lindqvist - Kommissarie Ruda
- Björn Gedda - Simon Palm
- Allan Svensson - Sune Bengtsson
- Robert Sjöblom - Pelle Pettersson
- Thorsten Flinck - Kenneth Häger
- Bertil Norström - Valentin Karlberg
- Wallis Grahn - Stella Karlberg
- Charlotta Larsson - Ragna Karlberg
- Jan Dolata - Stanislaw Bilatski
- Jan Blomberg - Konsul Holst
- Axel Düberg - Skepparn
- Ole Ränge - Rixen
- Michael Klöfver - Jonne
- Dan Lindhe - Tobbe
- Mats Lundberg - Tobbes kompanjon
- Claire Wikholm - Nadja Palm
- Ingrid Janbell - sköterskan
- Jonas Uddenmyr - Linkan
- Lasse Pettersson - Curt Forslund
- Lars Richter - Polis
- Roland Borgström - Polis